# كوليت دلال شنشو
كوليت دلال شنشو (بالإنجليزية: Colette Dalal Tchantcho)‏ ممثلة ومسرحية كويتية كاميرونية. اشتهرت بأدوارها في سلسلة دومينا (بالإنجليزية: Domina)‏ من إنتاج سكاي أتلانتك (بالإنجليزية: Sky Atlantic)‏ في عام 2021، ثم في سلسلة روابط مارقة (بالإنجليزية: Dangerous Liaisons)‏ من إنتاج ستارز عام 2022.

## حياتها
ولدت شنشو في الكويت لأب كاميروني من بانغانتي وأم كويتية. سلفها من الأم سني. التحقت بالمدرسة البريطانية في الكويت وتخرجت بدرجة بكالوريوس الآداب في التمثيل من معهد ليفربول للفنون المسرحية في عام 2011.  

## المسار المهني
ظهرت شنشو لأول مرة على التلفزيون في عام 2018 كضيف في أوبرا الصابون الطبي على بي بي سي الأولى والمسلسل الوثائقي "أرينا". لعبت أيضًا دور أرسينو في الليلة الثانية عشرة أو كما تشاء في مسرح ليسيوم الملكي (بالإنجليزية: Royal Lyceum Theatre)‏ في إدنبرة وقامت بجولة في اسكتلندا مع إدي أند ذا سلمبر غيرلز (بالإنجليزية: Eddie and the Slumber Girls)‏.  في العام التالي، لعبت دور فيا في إحدى حلقات مسلسل ذا ويتشر الخيالي على نتفليكس.
في عام 2021، بدأت شنشو بطولة أنتيجون في قناة الدراما البريطانية الإيطالية سكاي أتلانتك وسكاي إيطاليا في مسلسل دومينا، الذي تدور أحداثه في روما القديمة وتتركز حول ليفيا شخصية دروسيلا (كاسيا سموتنياك). في نفس العام، لعبت شنشو دور أندين، في إنتاج ستارز لروابط مارقة (بالإنجليزية: Dangerous Liaisons)‏، والذي تم عرضه لأول مرة في نوفمبر 2022. تعمل حاليًا على تطوير عرض مسرحي من امرأة واحدة بعنوان دريمر (بالإنجليزية: Dreamer)‏. كما أن لديها دور قادم في سلسلة ذا بلو (بالإنجليزية: The Blue)‏ من إنتاج باراماونت+.

## فيلموغرافيا
| عام  | لقب         | دور               | ملاحظات                     |
| ---- | ----------- | ----------------- | --------------------------- |
| 2018 | دكتورز      | جويس لانغويا      | الحلقة: "يعانون من الأطفال" |
| 2018 | ارينا       | أليكسا            | الحلقة: "مايك مي أب"        |
| 2019 | ذا ويتشر    | فيا               | الحلقة: "الأنواع النادرة"   |
| 2020 | أنا مريم    | ماري              | فيلم قصير                   |
| 2021 | دومينا      | أنتيجون           | دور أساسي                   |
| 2021 | بابا        | فاطمة             | فيلم قصير                   |
| 2022 | علاقات خطرة | أوندين دي فالمونت | دور أساسي                   |
| 2023 | الازرق      | الصدف             |                             |

## ركح المسرح
| عام  | لقب               | دور          | ملاحظات                                               |
| ---- | ----------------- | ------------ | ----------------------------------------------------- |
| 2011 | العبد: مسألة حرية | نانو / متنوع | مسرح الوحدة، ليفربول / ريفرسايد ستوديوز، لندن         |
| 2012 | بعد هطول الأمطار  |              | مسرح واتفورد بالاس، واتفورد </br> مطور مشارك          |
| 2016 | إله مجنون         | قرية         | المسرح البولندي، فروتسواف                             |
| 2018 | إيدي وأخوات النوم | أوغوستا      | جولة اسكتلندا                                         |
| 2018 | اثني عشر ليلة     | أورسينو      | مسرح رويال ليسيوم، إدنبرة / بريستول أولد فيك، بريستول |

## روابط خارجية
- كوليت دلال شنشو في قاعدة بيانات الأفلام على الإنترنت
- Colette Dalal Tchantcho at Independent Talent